# Леркара-Фридди
Лерка́ра-Фри́дди (итал. Lercara Friddi, сиц. Lercàra) — коммуна в Италии, располагается в регионе Сицилия, подчиняется административному центру Палермо.
Население составляет 6 794 человек, плотность населения — 181,51 чел./км². Занимает площадь 37,43 км². Почтовый индекс — 90025. Телефонный код — 091.
Покровительницей коммуны почитается Пресвятая Богородица (Константинопольская икона Божией Матери), празднование 19 мая.
В Леркара-Фридди родился известный американский гангстер Лаки Лучано, бельгийский певец Фредерик Франсуа и отец Фрэнка Синатры — Антонио Мартино Синатра.